# Mateja Svet
Mateja Svet (Liubliana, Yugoslavia, 16 de agosto de 1968) es una deportista yugoslava que compitió en esquí alpino; campeona mundial en 1989.
Participó en dos Juegos Olímpicos de Invierno, en los años 1984 y 1988, obteniendo una medalla de plata en Calgary 1988, en la prueba de eslalon.
Ganó cinco medallas en el Campeonato Mundial de Esquí Alpino, en los años 1987 y 1989. En la Copa del Mundo consiguió siete victorias y veintidos podios en total.
Fue nombrada «Atleta femenina del año» de Yugoslavia en 1986, 1987 y 1989 y «Atleta femenina del año» de Eslovenia siete veces consecutivas de 1984 a 1990.

## Palmarés internacional
| Juegos Olímpicos   | Juegos Olímpicos      | Juegos Olímpicos  | Juegos Olímpicos |
| Año                | Lugar                 | Medalla           | Prueba           |
| ------------------ | --------------------- | ----------------- | ---------------- |
| 1988               | Calgary (Canadá)      | Medalla de plata  | Eslalon          |
| Campeonato Mundial |                       |                   |                  |
| Año                | Lugar                 | Medalla           | Prueba           |
| 1987               | Crans-Montana (Suiza) | Medalla de plata  | Eslalon gigante  |
| 1987               | Crans-Montana (Suiza) | Medalla de bronce | Eslalon          |
| 1987               | Crans-Montana (Suiza) | Medalla de bronce | Supergigante     |
| 1989               | Vail (Estados Unidos) | Medalla de oro    | Eslalon          |
| 1989               | Vail (Estados Unidos) | Medalla de bronce | Eslalon gigante  |